# Pentano
O pentano é um hidrocarboneto com cinco carbonos e doze hidrogénios cuja fórmula química é C5 H12. Existem 3 isômeros do pentano: o n-pentano (IUPAC: pentano), o iso-pentano (IUPAC: metil butano) e o neo-pentano (IUPAC: dimetil propano). O n-pentano é um líquido incolor, inflamável e com odor similar à outros derivados do petróleo, por exemplo, a gasolina.

## Cadeia Carbônica
Pelo fato deste composto possuir apenas carbonos e hidrogênios em sua estrutura, há uma baixa interação intermolecular e momento de dípolo resultante próximo a zero ou praticamente zero, justificando a baixíssima solubilidade em água deste composto.

## Uso
O pentano é um reagente com preço relativamente acessível e é, portanto, frequentemente utilizado como solvente apolar em laboratório. Além disso, também pode ser utilizado na produção de espumas de poliestireno.